# 軍部大臣現役武官制
军部大臣现役武官制，是大日本帝国时期日本内阁的一项制度，军部大臣（指陆军省陆军大臣、海军省海军大臣）任用资格须是现役軍官的制度。在第二次世界大戰結束及日本投降後废除。

## 制度演變
1900年，日本在山縣有朋内阁期间，制定加强军部地位来抗衡政党政治文官势力的一个举措，对政府陆军省及海军省官制进行了修改，确定了军部大臣现役武官制，規定內閣成員中的陸、海軍大臣須是现役武官的大將或中將，而且对天皇负责。从而更進一步加強軍部的政治影響力。這項制度造成了企图撇开军部的意志进行组阁和维持内阁都是比较困难的，軍部能以陸、海軍大臣直接请辞，而又不派接任者的方式搞垮政府內閣。
1912年12月，在西园寺公望内阁期间，因拒绝陆军增设两个师团的要求，时任陆军大臣上原勇作提出辞呈，陆军不派继任者（被称为“陆军罢工”），导致西园寺内阁垮台。这个制度被军部利用，合法的搞垮政府内阁。由此还引发了拥护宪政的大正政变。
1913年大正政变后，山本权兵卫海军大将出任首相（內閣總理大臣），修订军部大臣的任职资格，仅限于现役将官的规定被删除，废除陆、海军大臣现役武官制，编入预备役或退役的武官也有资格可出任陆、海军大臣，以限制军部的政治影响力。这被认为是大正时期推行民主的重要举措之一。
1936年二二六事件后統制派军人東條英機控制军部，以防止转为预备役的皇道派将领谋求陆军大臣职务的名义，廣田弘毅内阁期间，恢复军部大臣现役武官制，加剧了日本的军国主义化。此后，1937年宇垣一成被受命组阁时，因陆军持反对态度不出陆军大臣人选，组阁失败。1940年米內光政内阁期间，因反对缔结德意日三国同盟条约引起陆军不满，时任陆军大臣畑俊六提出辞呈并且不出继任者导致内阁垮台。1941年近卫文麿因反对对美开战在东条英机等压力下被迫辞职后，军部借此机会控制内阁，建立极权内阁，成为实际上的日本最高权力机关。此后直到第二次世界大战结束，首相多数由军人出任。
第二次世界大战结束后，日本由美军占领，原内阁组织形式也随之废除。戰後新成立的自衛隊和防衛廳（今防衛省）為了避免戰前軍官凌駕政府的局面重演，實施「文人領軍」政策，國防大權長期以來落在廳長（今防衛大臣）下的內局文官手中，而非自衛隊將領之上。文武地位至21世紀後才趨向對等。